# HD 67243
HD 67243，又名CD-33 4525，SAO 198791、HR 3177，是一颗恒星，视星等为6.14，位于銀經250.76，銀緯-0.91，其B1900.0坐标为赤經8h 1m 53.2s，赤緯-33° -0.91′ 59″。